# Procapperia maculatus
Procapperia maculatus is een vlinder uit de familie vedermotten (Pterophoridae). De wetenschappelijke naam is voor het eerst geldig gepubliceerd in 1865 door Constant.
De soort komt voor in Europa.